# حرائق البنفسج
حرائق البنفسج فيلم سوري يتابع أربع سيدات سوريات من خلفيات اجتماعية مختلفة و متباينة يحاولن النجاة بأرواحهن خلال الحرب الأهلية الطاحنة التي تمر بها سوريا منذ سنوات.

## طاقم العمل
- سيناريو و إخراج :   محمد عبد العزيز
- مدير الإنتاج : باسل عبد الله
- مدير الإضاءة و التصوير : وائل عز الدين
- ديكور : وسام درويش
- ملابس : رنا قطيش
- صوت : إبراهيم الصباغ
- مكياج : مروان مارديني
- مخرج منفذ : سوار زركلي
- بطولة : رنا ريشة - جفرا يونس - رنا كرم - آماني إبراهيم - نانسي خوري - ولاء عزام - نغم ناعسة - مؤيد رومية - مازن الجبة - شادي مقرش - أكثم حمادة .

## جوائز وترشيحات
- جائزة لجنة التحكيم الخاصة في فئة المسابقة الكبرى لدول البحر الأبيض المتوسط ، مهرجان الاسكندرية السينمائي في دورته الـ (31)
- كما فازت الممثلة السورية نوار يوسف بجائزة فاتن حمامة لأفضل ممثلة (مناصفة) عن دورها في الفيلم نفسه .
- جائزة أفضل فيلم متكامل في مهرجان روتردام للفيلم العربي 2017 في هولندا

## وصلات خارجية
- لا بيانات لهذه المقالة على ويكي بيانات تخص الفن